# Гумберт (маркграф Тосканы)
Губерт (Гумберт, Умберто; итал. Uberto, Umberto; 920/925—967/970) — маркграф Тосканы с 936 года, герцог Сполето и маркграф Камерино в 943—947 годах.
Внебрачный сын короля Италии Гуго от его наложницы Вандельмоды.
В 936 году получил от отца маркграфство Тоскана, которое тот отнял у своего брата Бозона.
В 941—945 годах упоминается с титулом пфальцграфа (лат. conte palatino).
В 943 году король Гуго сместил герцога Сполето Сарлиона и на его место назначил своего внебрачного сына.
С приходом к власти в 947 году Беренгара II Иврейского Губерт утратил Сполето (там герцогом стал его тесть Бонифаций I), но сохранил маркграфство Тоскана.
Много лет поддерживал Беренгара Иврейского в борьбе с германским королём Оттоном I Великим и в 962 году был изгнан из Тосканы. Однако когда Беренгар потерпел окончательное поражение, перешёл на сторону победителя, и Оттон вернул ему его владения.
Жена (с 945 года) — Вилла, дочь герцога Сполето Бонифация I и Вальдрады, дочери бургундского короля Рудольфа I. Дети:
- Уго (после 950—1001), маркграф Тосканы
- Вальдрада, жена венецианского дожа Пьетро IV Кандиано.